# 富士五湖

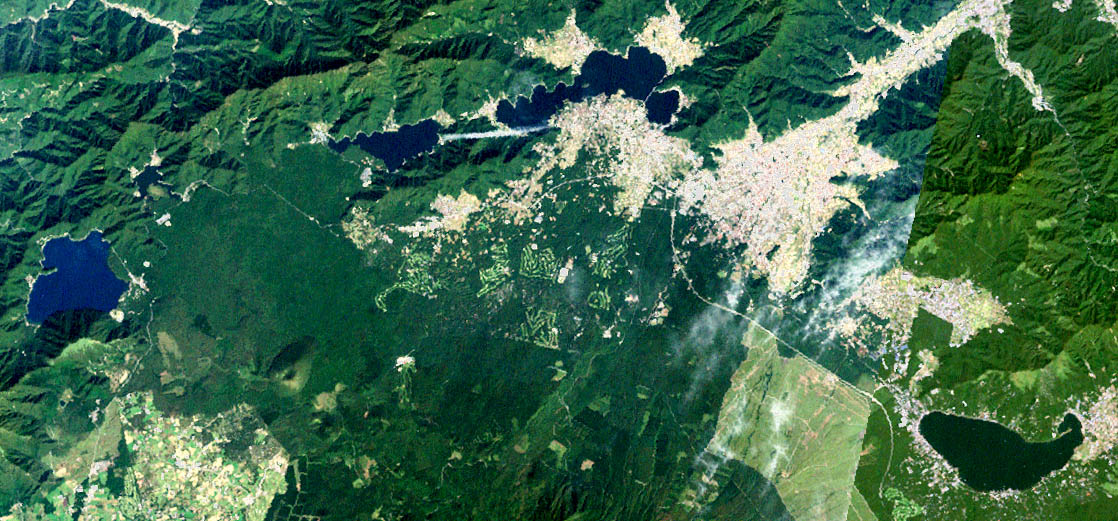
富士五湖的衛星影像。由左起順時針方向分別是本栖湖、精進湖、西湖、河口湖、山中湖。

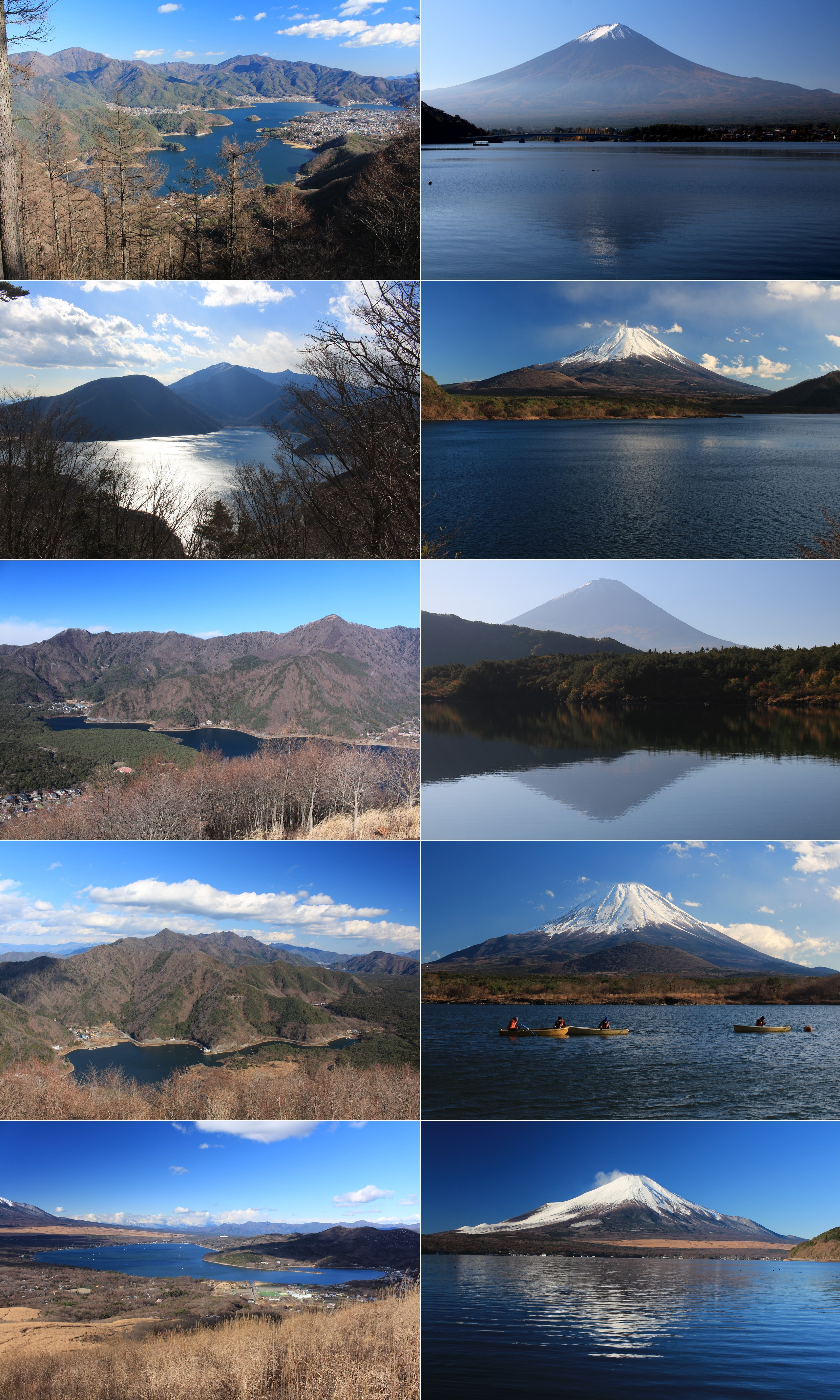
富士五湖
河口湖
本栖湖
西湖
精進湖
山中湖

富士五湖是指位在富士山靠山梨縣一側的山麓的五個湖泊的總稱，也就是以下的五個湖泊：
- 河口湖
- 山中湖
- 西湖
- 本湖
- 精進湖

上列五個湖都是由富士山的噴發而形成的堰塞湖，也都位在富士箱根伊豆國立公園的範圍之內。
過去西湖、本栖湖和精進湖可能都曾是一個單一湖泊的一部分。由於這三個湖的水面是連動的，也因此被認為擁有共同的地下水脈。因此，當雨量極多時，在精進湖的東方會出現一個被稱為「赤池」的小池，這個池塘也被稱為「富士六湖」或「富士五湖中的第六個」。但赤池是個非常小的湖泊，直徑只有約50公尺。赤池最近幾次現身是在1991年、1998年、2004年、2011年、2020年。

## 地理
| 航空写真 | 湖名             | 面積     | 最大水深 | 周长     | 水面標高 | 貯水量      |
| -------- | ---------------- | -------- | -------- | -------- | -------- | ----------- |
| 01       | もとすこ本栖湖   | 4.70 km2 | 121.6 m  | 11.82 km | 900 m    | 0.316 km3   |
| 02       | しょうじこ精進湖 | 0.50 km2 | 15.2 m   | 6.80 km  | 900 m    | 0.0035 km3  |
| 03       | さいこ西湖       | 2.10 km2 | 71.7 m   | 9.85 km  | 900 m    | 0.08085 km3 |
| 04       | かわぐちこ河口湖 | 5.70 km2 | 14.6 m   | 20.94 km | 830.5 m  | 0.053 km3   |
| 05       | やまなかこ山中湖 | 6.80 km2 | 13.3 m   | 13.87 km | 980.5 m  | 0.06392 km3 |

## 脚注
1. ↑  . 山梨県.   [2012-02-01]. （原始内容存档于2013-04-26）.
2. ↑  . 国土地理院.   [2025-04-24]. （原始内容存档于2014-06-24）.

## 外部連結
- 富士五湖がぐるっとつながるガイド （页面存档备份，存于） - 富士五湖観光連盟